# 季米特洛夫宪法
季米特洛夫憲法是保加利亞的第二部憲法，於1947年至1971年間實行。它構成保加利亞共產黨統治的法律基礎。

## 外部連結
- The text of the Constitution of 1947 in Bulgarian at the site of the Bulgarian Parliament. 的存檔，存档日期2019-09-11.